# برونو والتر
برونو والتر (بالألمانية: Bruno Walter)‏ (و. 1876 – 1962 م) هو موزع، وعازف بيانو، وملحن، وكاتب سير ذاتية، ومخرج موسيقي ألماني، ولد في برلين، توفي في بيفرلي هيلز كاليفورنيا، عن عمر يناهز 86 عاماً.

## التعليم
تعلم في Stern Conservatory ‏.

## جوائز
حصل على جوائز منها:
- Royal Philharmonic Society Gold Medal  [لغات أخرى]‏ (1957)
- Ring of Honour of the City of Vienna [الإنجليزية]‏.

## روابط خارجية
- برونو والتر على موقع IMDb (الإنجليزية)
- برونو والتر على موقع الموسوعة البريطانية (الإنجليزية)
- برونو والتر على موقع مونزينجر (الألمانية)
- برونو والتر على موقع ميوزك برينز (الإنجليزية)
- برونو والتر على موقع إن إن دي بي (الإنجليزية)
- برونو والتر على موقع أول ميوزيك (الإنجليزية)
- برونو والتر على موقع ديسكوغز (الإنجليزية)
- برونو والتر على موقع قاعدة بيانات الفيلم (الإنجليزية)